# Охеево
Охеево — деревня в Муромском районе Владимирской области России, входит в состав Ковардицкого сельского поселения. 

## География
Деревня расположена на берегу реки Картынь в 9 км на юго-запад от центра поселения села Ковардицы и в 12 км на запад от Мурома.

## История
Деревня впервые упоминается в окладных книгах Рязанской епархии 1676 года в составе Васильевского прихода, в ней было 4 двора помещиковых, двор задворнгого слуги и 25 дворов крестьянских.
В конце XIX — начале XX века деревня входила в состав Ковардицкой волости Муромского уезда, с 1926 года — в составе Муромской волости. В 1859 году в деревне числилось 18 дворов, в 1905 году — 39 дворов, в 1926 году — 52 двора.
С 1929 года деревня являлась центром Охеевского сельсовета Муромского района, с 1940 года — в составе Пестенькинского сельсовета, с 2005 года — в составе Ковардицкого сельского поселения. 

## Население
| 1859 | 1905 | 1926 | 2002 | 2010 | 2012 | 2021 |
| ---- | ---- | ---- | ---- | ---- | ---- | ---- |
| 133  | ↗233 | ↗270 | ↘20  | ↘13  | ↗15  | ↘14  |